# Kosmos 36
Kosmos 36 – radziecki satelita technologiczny, pierwszy z serii DS-P1-Yu; służył rozwojowi systemu obrony powietrznej i kontroli przestrzeni kosmicznej, stanowił część kompleksu Raduga.